# Patton Village (Californie)
Patton Village est une census-designated place du comté de Lassen, dans l'État de Californie, aux États-Unis,. En 2020, elle compte une population de 632 habitants.